# Trójlist

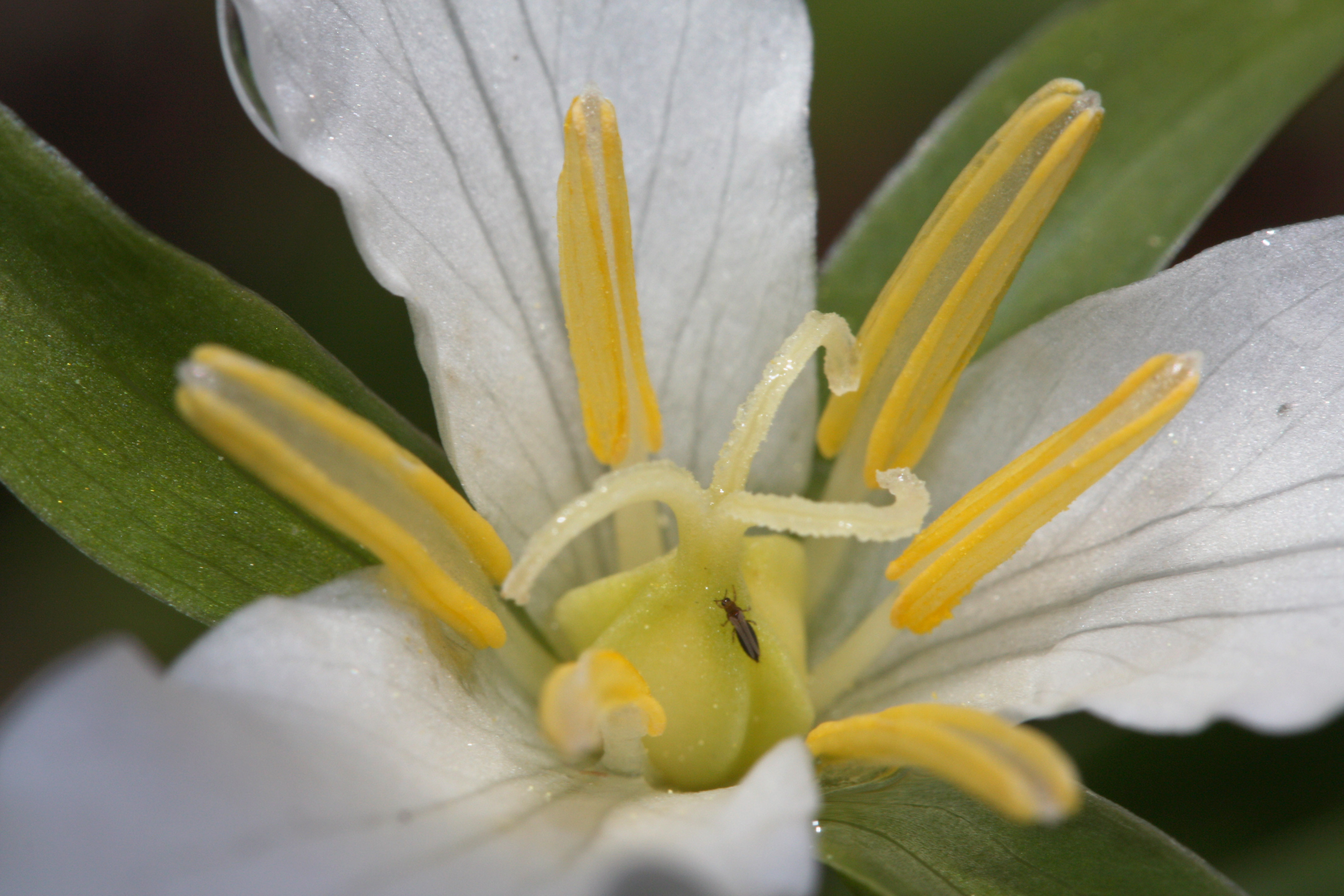
Budowa kwiatu trójlista jajowatego

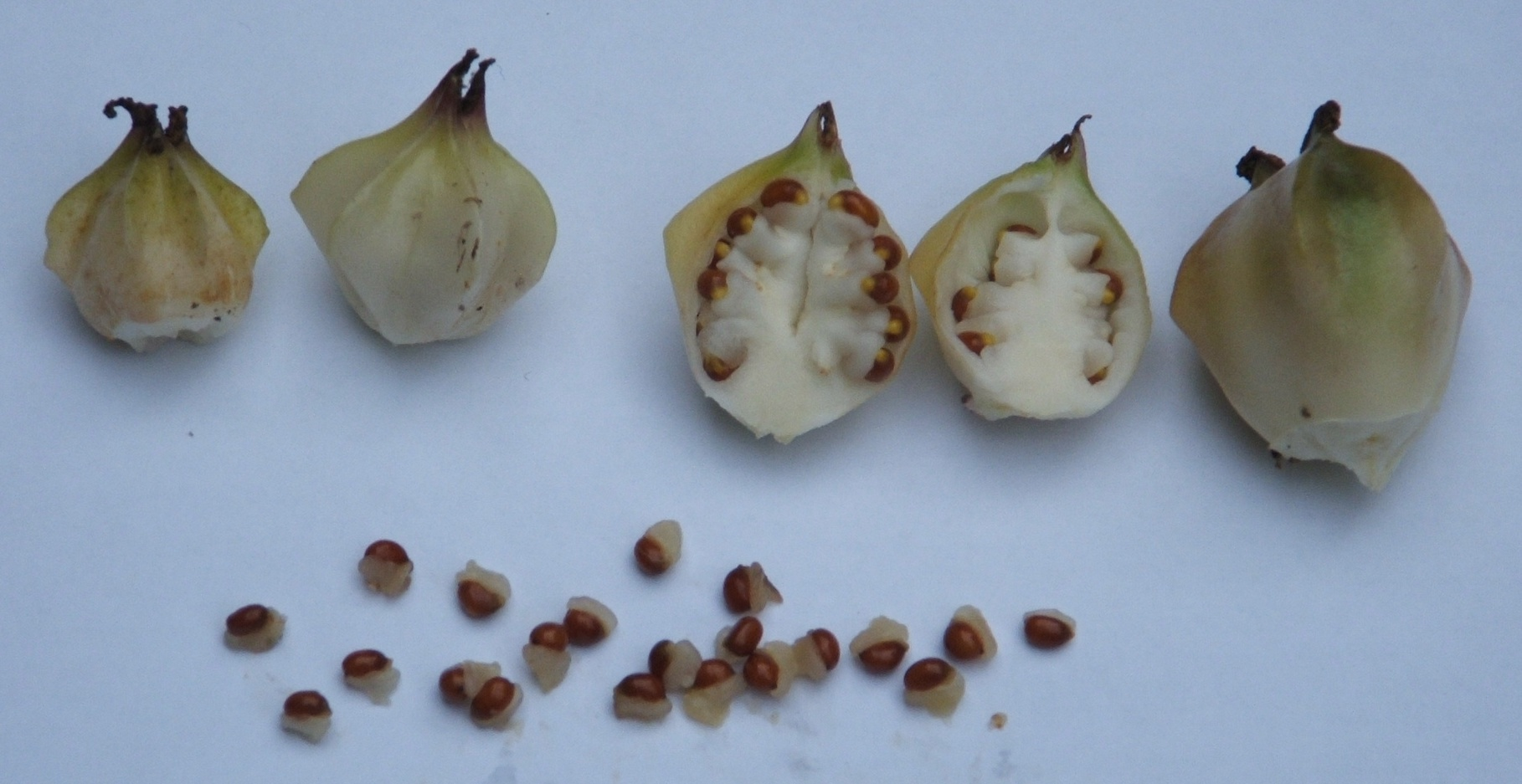
Owoce i nasiona trójlista odgiętego

Trójlist (Trillium L.) – rodzaj wieloletnich, ziemnopączkowych roślin zielnych z rodziny melantkowatych, obejmujący 45 gatunków, występujących w Azji (od Afganistanu do Dalekiego Wschodu) oraz w Ameryce Północnej. Charakterystyczną cechą morfologiczną tych roślin jest występowanie poszczególnych elementów ich budowy w trójkach. Wiele gatunków trójlistów znajduje zastosowanie jako rośliny lecznicze i ozdobne. 

## Zasięg geograficzny
Rośliny z rodzaju trójlist występują naturalnie na obszarze klimatu umiarkowanego, na dwóch kontynentach: w Azji (7 gatunków) i w Ameryce Północnej (38 gatunków), przy czym żaden gatunek nie występuje na obu kontynentach. 
Na półkuli wschodniej rośliny te występują na obszarze od Afganistanu, przez północną część subkontynentu indyjskiego (Himalaje, Nepal i Pakistan), Mjanmę i Chiny do dalekiego wschodu Rosji (Kraj Kamczacki, Kraj Chabarowski, Kraj Nadmorski i obwód sachaliński), Japonii, Korei i Tajwanu. 
Na półkuli zachodniej przedstawiciele rodzaju występują w całej Ameryce Północnej, z wyjątkiem północnych obszarów subarktycznych i Meksyku. Największe zróżnicowanie rodzaju stwierdza się we wschodnich Stanach Zjednoczonych (w Georgii, Alabamie, Północnej i Południowej Karolinie, Tennessee, Wirginii i Kentucky), w których to występuje ponad 10 gatunków trójlistów. Jedynie cztery gatunki zaliczane do tego rodzaju cechują się szerokim zasięgiem, obejmującym ponad 25 stanów USA i prowincji Kanady: trójlist zwisły, trójlist wyprostowany, trójlist wielkokwiatowy i trójlist falisty.

## Morfologia
PokrójRośliny zielne o wysokości nie przekraczającej 50 cm.
ŁodygaPęd podziemny stanowi kłącze, nierozgałęzione lub słabo rozgałęzione monopodialnie, wydłużone do spłaszczonego i skróconego, wierzchołkowo zwężające się lub ścięte, z dużym pąkiem szczytowym, licznymi katafilami oraz obrączkowanymi, kurczliwymi korzeniami przybyszowymi. Kwiatostan wyrasta z pąku szczytowego lub pachwiny katafili na wzniesionym i prostym głąbiku (płożącym i S-kształtnym u trójlista położonego i Trillium reliquum lub podziemnym u trójlista długoogonkowego).
LiścieZ morfologicznego punktu widzenia rośliny z rodzaju trójlist nie tworzą liści właściwych. Jedynymi liśćmi tworzonymi przez roślinę są wspomniane wcześniej katafile oraz trzy przysadki, wyrastające w okółku na głąbiku. Przysadki są jednolicie zielone lub nakrapiane, ogonkowe lub siedzące, jajowate lub odwrotnie jajowate do eliptycznych. Ich użyłkowanie składa się z 3 do 5 nerwów głównych i jest dłoniasto-siatkowate.
KwiatyKwiaty obupłciowe, sześciopręcikowe, szypułkowe (podrodzaj Trillium) lub siedzące (podrodzaj Phyllantherum). Okwiat podwójny, złożony z trzech zielonych, kasztanowatych lub zielonych z kasztanowatymi plamkami, podługowatych, jajowatych lub lancetowatych działek kielicha oraz zwykle trzech płatków korony, wzniesionych, rozchylonych lub odchylonych, czerwonych, liliowych, różowych, białych, żółtych, zielonych lub wielokolorowych, jajowatych, odwrotnie jajowatych lub równowąskich, niekiedy postrzępionych. Pręciki położone w dwóch okółkach po trzy, wzniesione, odchylone do wewnątrz lub skierowane w różnych kierunkach. Nitki pręcików przeważnie krótkie, zgrubiałe u nasady. Główki pręcików dwukomorowe, równej długości lub dłuższe od nitek. Zalążnia górna, proksymalnie trójkomorowa i trój do sześcioklapowa, dystalnie tworząca trzy rozchylone, skręcone lub wzniesione, niekiedy złączone, równowąskie do szydłowatych znamiona, siedzące lub osadzone na krótkich szyjkach.
OwoceDwojakiego rodzaju – zbliżone do jagód lub torebek. W pierwszym przypadku są mięsiste i soczyste, dojrzewając stają się zwykle czerwone. W drugim owoce są mączyste i w stanie dojrzałym zwykle zielonkawe lub biało-żółte. Niepękające lub rzadziej pękające wzdłuż szwów, zawierające liczne nasiona. Nasiona eliptyczne, o długości 2–4 mm. Na ich powierzchni obecny jest biały lub żółtawy, duży i oleisty elajosom.
Gatunki podobnePseudotrillium rivale, różniący się od przedstawicieli rodzaju trójlist obecnością drobnych plamek na płatkach korony kwiatu oraz krótkoogonkowymi, sercowatymi u nasady przysadkami ze srebrnawym użyłkowaniem.

## Biologia
RozwójByliny, geofity ryzomowe. Rośliny wytwarzające nektar (np. trójlist wielkokwiatowy) zapylane są przez błonkoskrzydłe, przede wszystkim pszczoły, trzmiele i prawdopodobnie osy. Gatunki nie wytwarzające nektaru (np. trójlist wyprostowany) emitują zapach padliny, przywabiający muchówki i chrząszcze. Z uwagi na obecność elajosomu nasiona tych roślin są rozprzestrzeniane przede wszystkim przez mrówki, np. Aphaenogaster smythiesi, Myrmica ruginodis, Aphaenogaster rudis i Formica neogagates. Na owocach gatunków jagodowych często żerują drobne ssaki i ptaki. Nasiona tych roślin bardzo wolno kiełkują. W pierwszym roku siewki tworzą jedynie korzenie, liść zarodkowy wyrasta dopiero po około 18 miesiącach. Przez pierwsze dziesięć lat życia rośliny tworzą jedynie jedną przysadkę.
AnatomiaCewki, o drabiniastym jamkowaniu, obecne są jedynie w korzeniach. Wiązki przewodzące w głąbiku, szypułce i ogonkach liściowych ułożone są w 3 cylindrach. Układ waskularny przysadek jest dłoniasto-siatkowaty i składa się z 3-5 wiązek pierwszego rzędu, które rozchodzą się promieniście ku obwodowi blaszki i połączone są ze sobą siatkowatą nerwacją dalszego rzędu. Doosiowo położone komórki epidermy przysadek są bardzo duże, mają równe osie i antyklinalne ściany. Aparat szparkowy występuje jedynie na odosiowej płaszczyźnie przysadek i jest położony równolegle do głównej wiązki przewodzącej. Komórki szparkowe otoczone są czterema komórkami przyszparkowymi. W kwiatach roślin tego rodzaju nie tworzy się tkanka odcinająca, w wyniku czego wszystkie organy kwiatu pozostają zrośnięte z dnem kwiatowym do czasu dojrzenia owocu.
Cechy fitochemiczneNiektóre gatunki trójlistów zawierają saponiny i antocyjany. Owoce, nasiona i kłącza tych roślin są uważane za trujące.
GenetykaLiczba chromosomów homologicznych u roślin zaliczanych do tego rodzaju wynosi x = 5. Rośliny te są funkcjonalnymi diploidami, jednak ich liczba diploidalna 2n może wynosić także 3x, 4x i 6x.

## Ekologia
Trójlisty zasiedlają różne typy siedlisk. Większość gatunków zaliczanych do podrodzaju Trillium występuje w lasach liściastych zrzucających liście na zimę, zdominowanych przez dęby, klony lub buki. Z kolei gatunki zaliczane do podrodzaju Phyllanterum preferują zacienione i wilgotne stanowiska na brzegach rzek, narażone na okresowe zalewania, zdominowane przez wiecznie zielone magnolie i dęby. Niektóre gatunki, np. trójlist falisty i trójlist Govana, zasiedlają lasy iglaste lub mieszane, a trójlist długoogonkowy suche i kamieniste łąki.

## Systematyka
Pozycja rodzaju według Angiosperm Phylogeny Website (aktualizowany system APG IV z 2016 roku)Rodzaj zaliczany jest do podrodziny Parideae w rodzinie melantkowatych (Melanthiaceae), należącej do rzędu liliowców (Liliales) zaliczanych do jednoliściennych (monocots).
Pozycja w innych systemachW systemie Cronquista z 1982 roku rodzaj zaliczony był do rodziny liliowatych w rzędzie liliowców. W systemie Takhtajana z roku 1997 (oraz 2008), a także w systemie Kubitzkiego (1998) rodzaj zaliczony został do rodziny trójlistowatych (Trilliaceae) w monotypowym rzędzie trójlistowców (Trilliales). W Systema Naturae z roku 2000, a także w systemach APG trójlist zaliczony został do rodziny melantkowatych w rzędzie liliowców.
Gatunki zgodnie z podziałem rodzaju na podrodzaje i sekcje

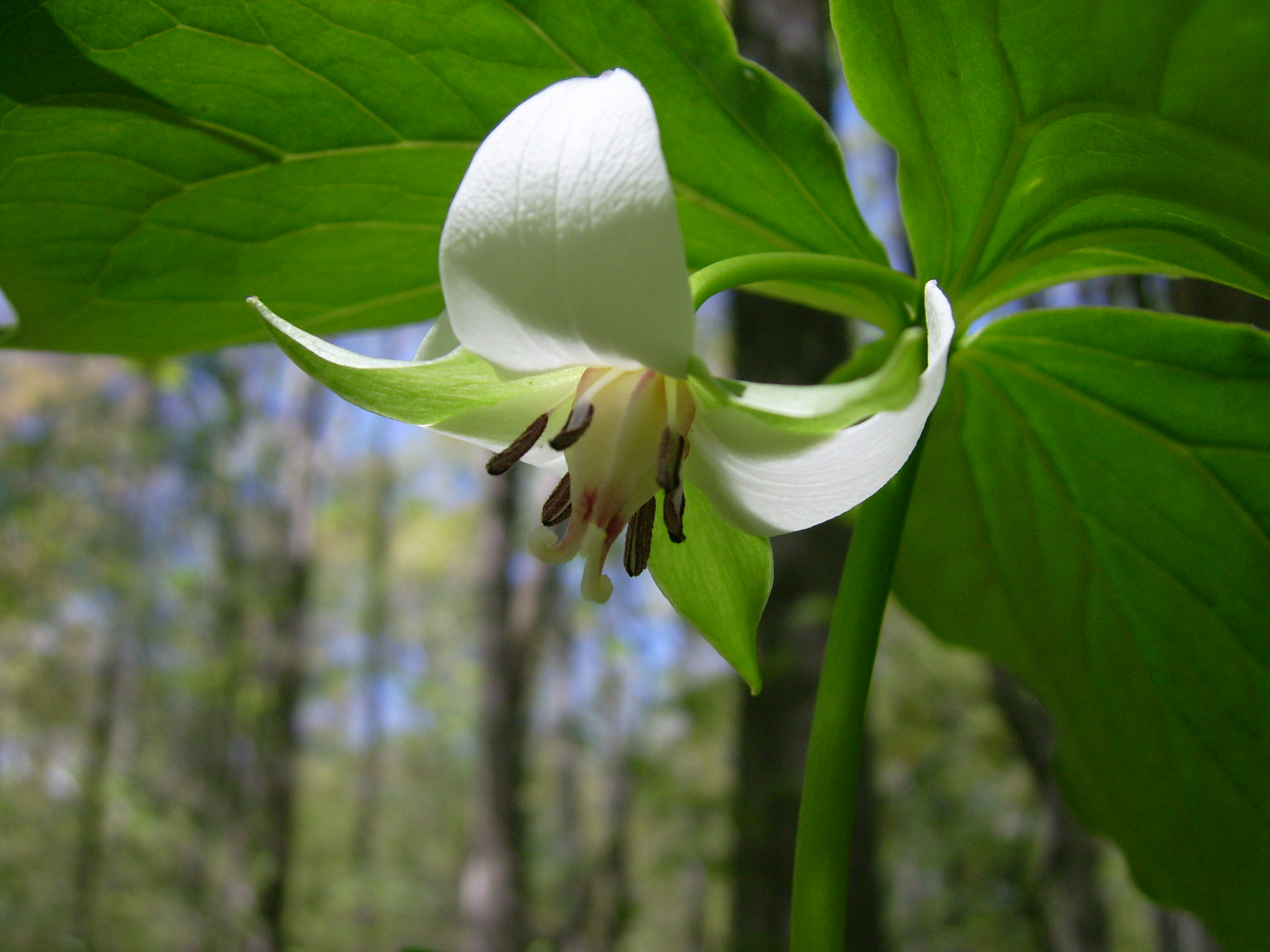
Szypułkowy kwiat trójlista zwisłego
(podrodzaj Trillium, sekcja Trillium)

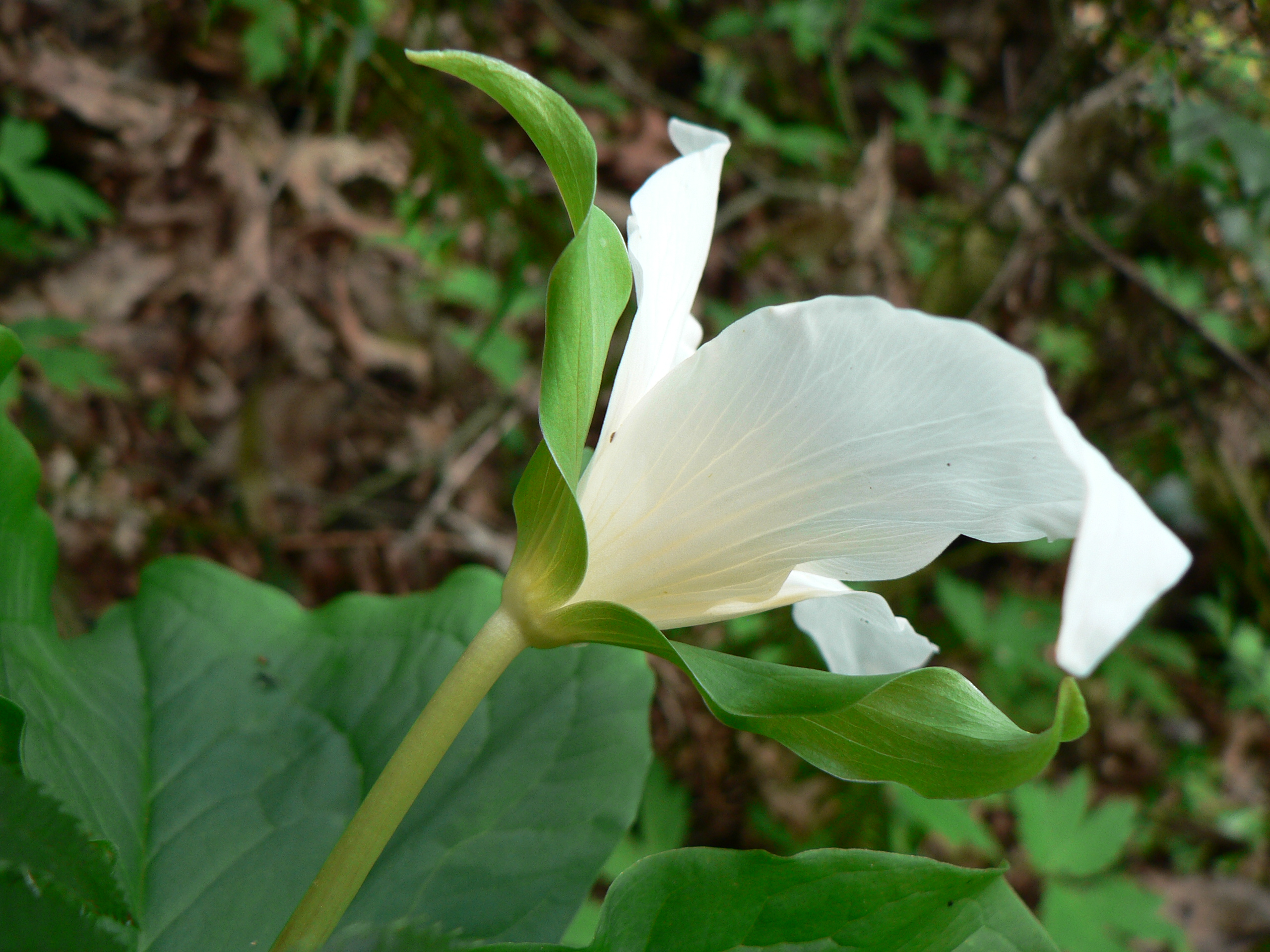
Szypułkowy kwiat trójlista jajowatego
(podrodzaj Trillium, sekcja Ovatum)

- podrodzaj Trillium – kwiaty szypułkowe (występują w Azji i w Ameryce Północnej)
  - sekcja Delostylis – szyjki słupków zrośnięte
    - Trillium catesbaei Elliott  – trójlist wstydliwy
    - Trillium nivale Riddell – trójlist śnieżny
    - Trillium persistens W.H.Duncan
    - Trillium pusillum Michx. – trójlist drobny

  - sekcja Undulatum – szyjki słupków wolne, liście ogonkowe
    - Trillium undulatum Willd. – trójlist falisty

  - sekcja Trillium (Erectum) – szyjki słupków wolne, liście siedzące, zalążnia czerwona, purpurowa, czarna lub biała
    - Trillium cernuum L. – trójlist zwisły
    - Trillium erectum L. – trójlist wyprostowany
    - Trillium flexipes Raf. – trójlist zgiętopędowy
    - Trillium rugelii Rendle – trójlist Rugela
    - Trillium simile Gleason
    - Trillium sulcatum T.S.Patrick – trójlist bruzdkowany
    - Trillium vaseyi Harb. – trójlist Vaseya

  - sekcja Grandiflorum – szyjki słupków wolne, liście siedzące, zalążnia zielona, korona kwiatu lejkowata
    - Trillium grandiflorum (Michx.) Salisb. – trójlist wielkokwiatowy

  - sekcja Ovatum – szyjki słupków wolne, liście siedzące, zalążnia zielona, korona kwiatu nielejkowata
    - Trillium ovatum Pursh – trójlist jajowaty

  - przynależność do grup nieznana lub nieustalona
    - Trillium apetalon Makino – trójlist bezpłatkowy
    - Trillium camschatcense Ker Gawl. – trójlist kamczacki
    - Trillium channellii Fukuda
    - Trillium govanianum Wall. ex D.Don – trójlist Govana
    - Trillium smallii Maxim. – trójlist Smalla
    - Trillium taiwanense S.S.Ying
    - Trillium tschonoskii Maxim. – trójlist Tschonowskiego

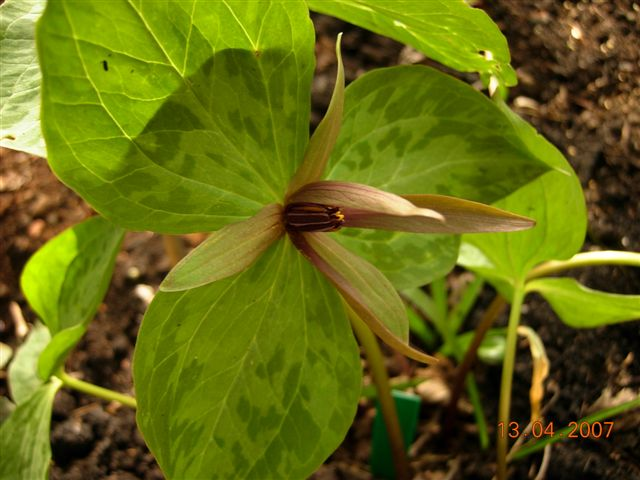
Siedzący kwiat Trillium ludovicianum
(podrodzaj Phyllantherum)

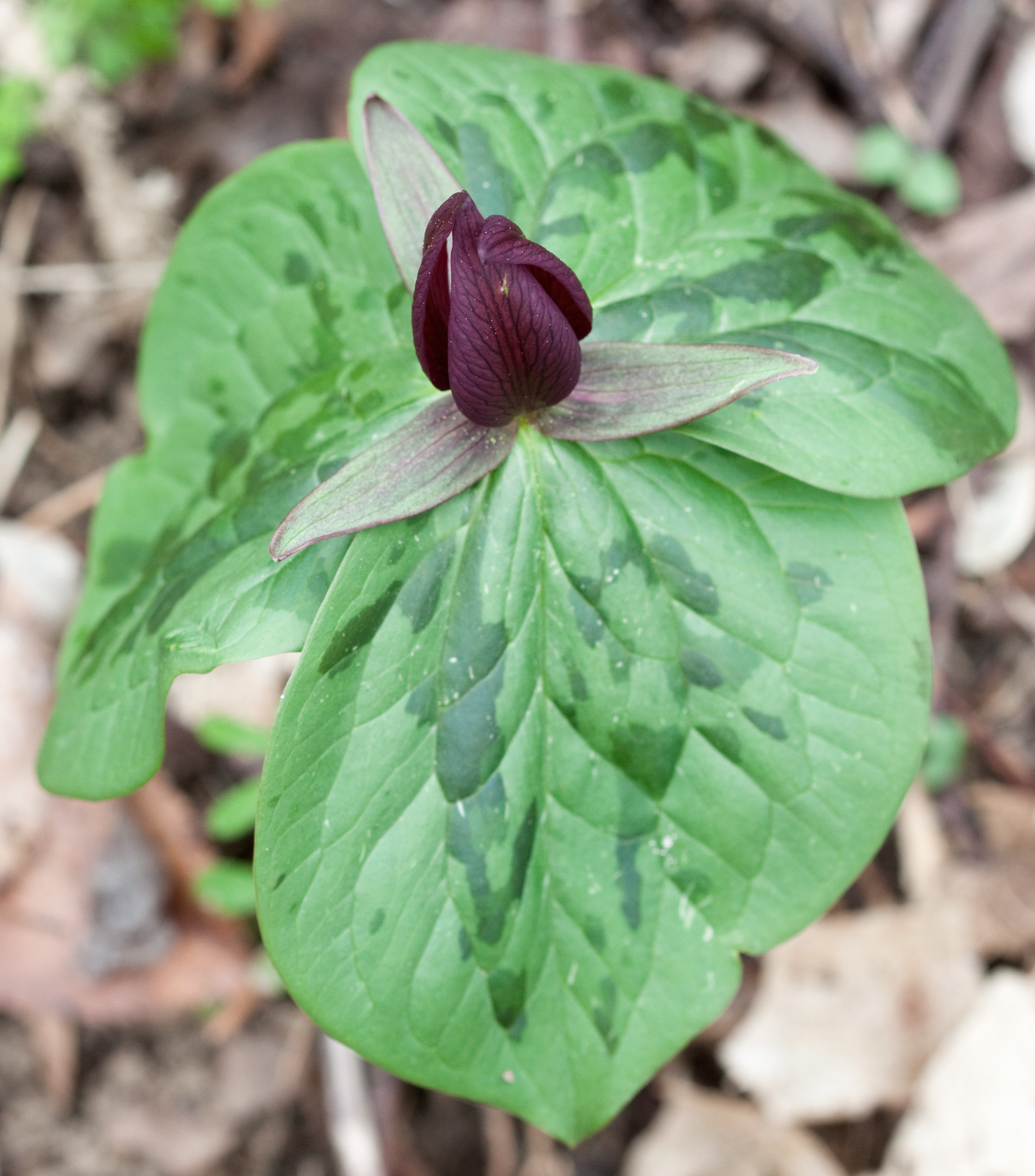
Siedzący kwiat trójlista siedzącego
(podrodzaj Phyllantherum)

- podrodzaj Phyllantherum – kwiaty siedzące (występują jedynie w Ameryce Północnej)
  -     - Trillium albidum J.D.Freeman – trójlist białawy
    - Trillium angustipetalum (Torr.) J.D.Freeman – trójlist wąskopłatkowy
    - Trillium chloropetalum (Torr.) Howell – trójlist zielonopłatkowy
    - Trillium cuneatum Raf. – trójlist klinowaty
    - Trillium decipiens J.D.Freeman
    - Trillium decumbens Harb. – trójlist położony
    - Trillium discolor Hook.
    - Trillium foetidissimum J.D.Freeman
    - Trillium gracile J.D.Freeman
    - Trillium kurabayashii J.D.Freeman – trójlist wczesny
    - Trillium lancifolium Raf.
    - Trillium ludovicianum Harb.
    - Trillium luteum (Muhl.) Harb. – trójlist żółty
    - Trillium maculatum Raf.
    - Trillium oostingii Gaddy
    - Trillium parviflorum V.G.Soukup – trójlist drobnokwiatowy
    - Trillium petiolatum Pursh – trójlist długoogonkowy[14], trójlist ogonkowy[15]
    - Trillium recurvatum L.C.Beck – trójlist odgięty
    - Trillium reliquum J.D.Freeman
    - Trillium sessile L. – trójlist siedzący
    - Trillium stamineum Harb. – trójlist skręcony
    - Trillium underwoodii Small – trójlist Underwooda
    - Trillium viride L.C.Beck – trójlist zielony
    - Trillium viridescens Nutt. – trójlist zielonkawy

Mieszańce
- Trillium ×crockerianum  Halda – T. ovatum × Pseudotrillium rivale
- Trillium ×hagae  Miyabe & Tatew. – T. camschatcense × T. tschonoskii
- Trillium ×komarovii  H.Nakai & Koji Ito – T. camschatcense × ?
- Trillium ×miyabeanum  Tatew. ex J.Samej. – T. apetalon × T. tschonoskii
- Trillium ×yezoense  Tatew. ex J.Samej. – T. apetalon × T. camschatcense

## Nazewnictwo

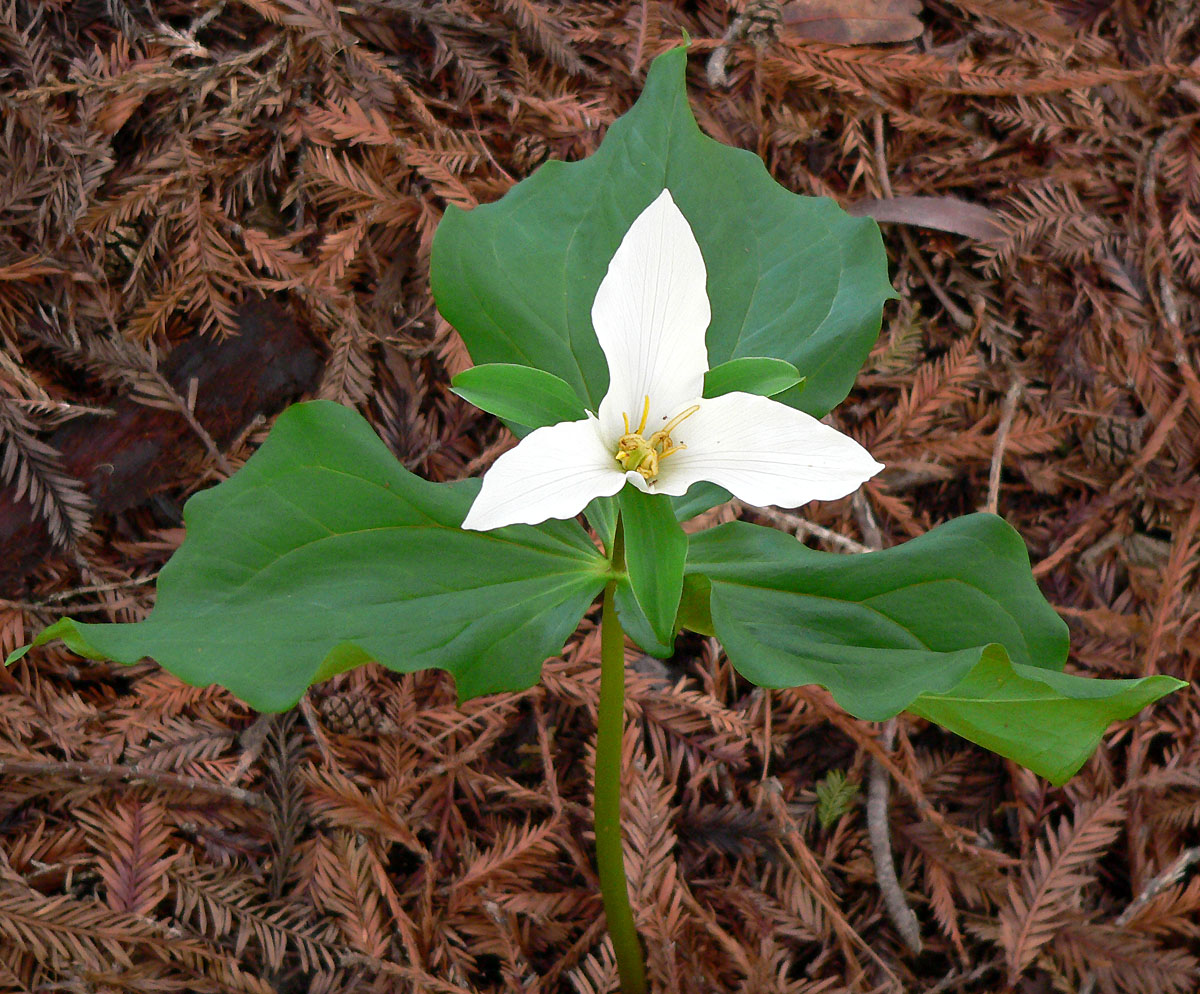
Trzykrotność organów trójlista jajowatego

Toponimia nazwy naukowejNazwa naukowa rodzaju pochodzi od łacińskich słów trilix – potrójny i lilium – lilia, odnosząc się do występowania u tych roślin, zaliczanych niegdyś do rodziny liliowatych, potrójnych organów.
Polskie nazwy zwyczajoweW roku 1852 Ignacy Rafał Czerwiakowski w pracy Opisanie roślin jednolistniowych lekarskich i przemysłowych użył dla określenia rodzaju Trillium nazw "trojak" i "trzypotrzyca". Czerwiakowski podał też polską nazwę trzech gatunków: Trillium cernuum (trojak zwisły), Trillium erectum (trojak wzniesiony) i Trillium sessile (trojak bezszypułkowy). W Słowniku nazwisk zoologicznych i botanicznych polskich... Erazma Majewskiego z roku 1894 polskie nazwy tego rodzaju są tożsame z podanymi przez Czerwiakowskiego. Jednak już 6 lat później w Słowniku polskich imion rodzajów oraz wyższych skupień roślin Józefa Rostafińskiego oprócz obu tych nazw podane zostały dwie dodatkowe: "trójlist" i "trojlist". W słownikach nazw roślin wydawanych w drugiej połowie XX wieku i później używana jest już tylko jedna nazwa tego rodzaju – trójlist, a także polskie nazwy zwyczajowe większości zaliczanych do niego gatunków.
Obce nazwy zwyczajoweW języku angielskim roślina ta określana jest jako wakerobin, tri flower lub birthroot. W języku niemieckim jako Waldlillien lub Dreiblätter.

## Zagrożenie i ochrona
Trójlisty są roślinami wolno dojrzewającymi, co bezpośrednio wpływa na ograniczony rozrost ich populacji i stanowi o podatności tych roślin na zagrożenia zewnętrzne. Głównym zagrożeniem dla trójlistów jest niszczenie ich siedlisk, związane z eksploatacją i wycinką lasów. Bezpośredni wpływ na populacje tych roślin ma żerowanie jeleni i zwierząt hodowlanych oraz pozyskiwanie roślin z natury przez człowieka, ze względu na zastosowania lecznicze i ozdobne. Szczególnie problematyczne jest silne zapotrzebowanie na trójlisty pozyskiwane z wolnej przyrody przez ogrodników japońskich i amerykańskich.
Czerwona Lista IUCN z 1997 wymienia jako zagrożone 17 gatunków trójlistów. 10 gatunków z tego rodzaju wymienionych jest w załączniku D Unii Europejskiej do Konwencji CITES (T. catesbaei, T. cernuum, T. flexipes, T. grandiflorum, T. luteum, T. pusillum, T. recurvatum, T. rugelii, T. sessile, T. undulatum). Oznacza to że konieczne jest zawiadomienie o każdorazowym imporcie żywych roślin tych gatunków do Unii Europejskiej.
Trillium persistens i Trillium reliquum objęte są w USA ochroną gatunkową na podstawie prawa federalnego. Poza tym 17 gatunków tych roślin objętych jest ochroną na bazie regulacji poszczególnych stanów. 

## Zastosowanie

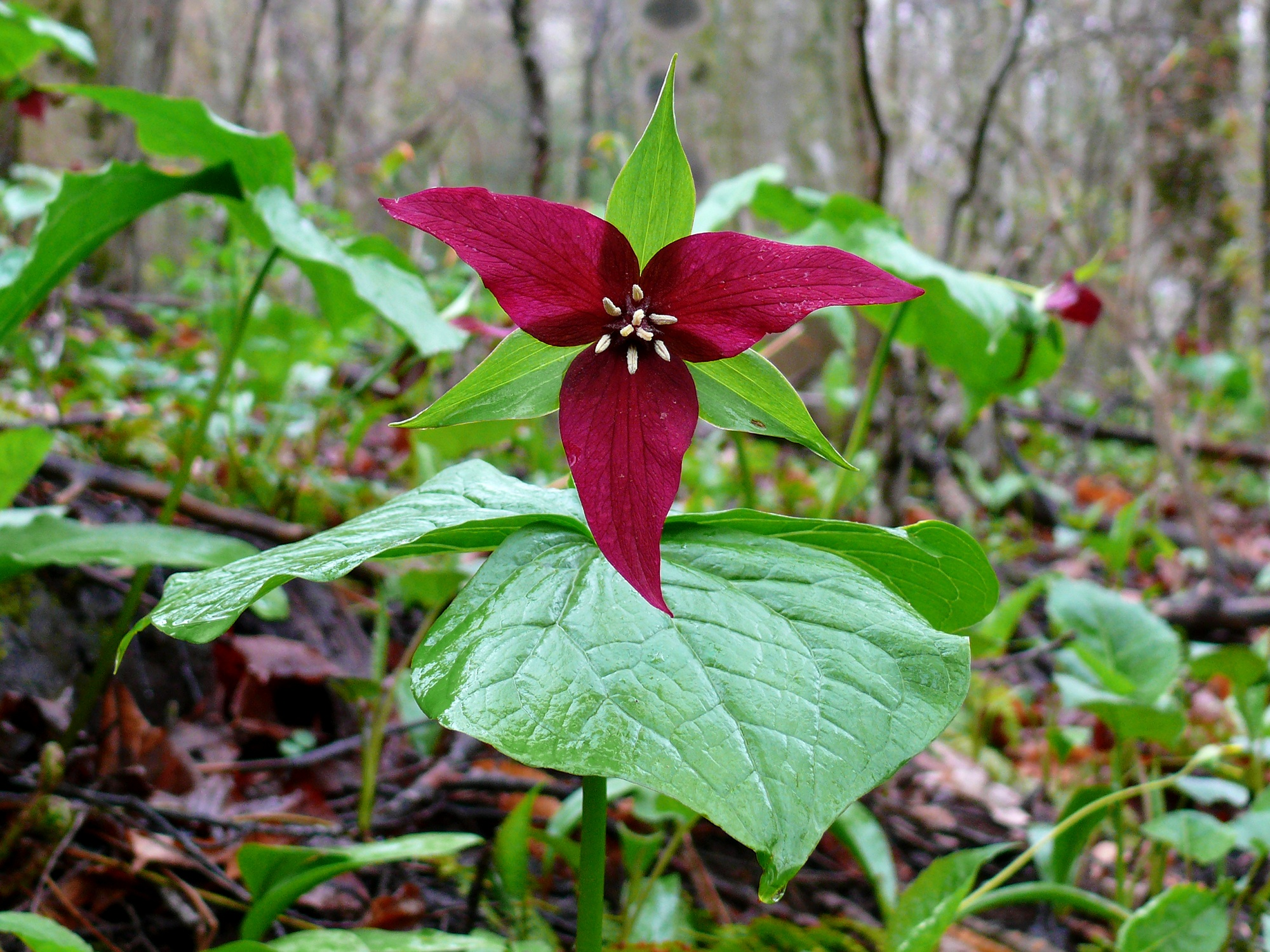
Trójlist wyprostowany

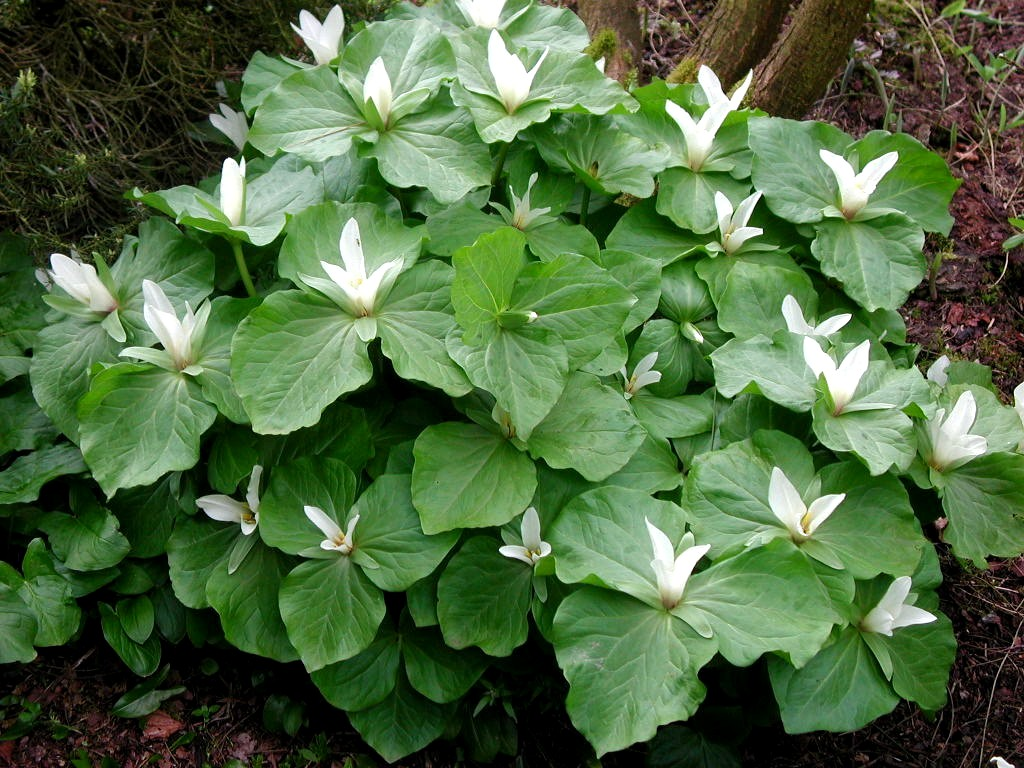
Trójlist białawy

Rośliny spożywczeMłode przysadki trójlista wielkokwiatowego są jadalne. Po wypłukaniu w zimnej wodzie są spożywane na surowo, jako składnik sałatek, lub po ugotowaniu, jako dodatek do dania głównego obiadu. Podobne zastosowanie znajdują trójlist wyprostowany, trójlist siedzący, trójlist jajowaty i trójlist falisty. Surowe liście przypominają w smaku nasiona słonecznika.
Rośliny leczniczeRośliny z rodzaju trójlist są stosowane w medycynie tradycyjnej i ziołolecznictwie zarówno w Azji, jak i Ameryce. W Chinach i Japonii medycyna ludowa stosuje wywar suszonego ziela trójlistu Smalla, trójlistu Tschonowskiego i trójlistu kamczackiego w nadciśnieniu, bólach krzyża, bólach głowy, nieżycie żołądkowo-jelitowym oraz urazach. Rdzenna ludność Ameryki Północnej wykorzystuje właściwości lecznicze wielu gatunków trójlista. Indianie Wailaki i Yuki wykorzystują trójlist siedzący, w postaci okładu ze zmiażdżonych przysadek i kłączy, na czyraki, a w postaci naparu, jako panaceum oraz środek zapobiegający snu wolnofalowemu. Indianie Ohlone wykorzystują kompresy z trójlista zielonopłatkowego na bóle w klatce piersiowej. Abenakowie używają sproszkowane kłącze trójlista wyprostowanego jako panaceum w przypadku różnych dolegliwości u dzieci. Indianie Karok i Quileute aplikują sok z trójlista jajowatego na czyraki, a indianie Lummi, Nlaka'pamux i Pajutowie stosują go jako krople do oczu. Czirokezi stosują okłady z trójlista wyprostowanego na nowotwory, wrzody i stany zapalne. Wewnętrznie wyciąg z tej rośliny stosowany jest w kaszlu i problemach jelitowych. Napar z roślin tego gatunku używany jest również w razie obfitej menstruacji i krwotokach. Okanaganowie sporządzają herbatkę z kłącza trójlista długoogonkowego jako środek na apetyt. Irokezi wykorzystują napar sporządzany z kłączy trójlista wyprostowanego i kwiatów innej rośliny do leczenia pryszczy i oparzeń słonecznych. Odżibwejowie stosują napar z kłączy trójlista wielkokwiatowego jako kataplazm na bóle stawów oraz krople do uszu. Indianie z plemienia Potawatomi używają naparu z tej rośliny do przemywania bolących sutków, które – dla przyspieszenia efektu – przebijają psimi włosami. Indianie z plemienia Yurok stosują zeskrobiny z kłącza trójlista zielonopłatkowego na oparzenia. Menomini z kłączy trójlista wielkokwiatowego sporządzają lekarstwa o działaniu moczopędnym, stosowane również w nieregularnym miesiączkowaniu i skurczach. Okład ze świeżo posiekanego kłącza Indianie z tego plemienia stosują na opuchnięte oczy.
Rośliny magiczneCzirokezi uważają, że trójlist wyprostowany jest rośliną sprzyjającą miłości oraz zapewniającą trwałość i spójność rodziny.
Rośliny ozdobneTrójlisty są popularnymi roślinami ogrodowymi w Ameryce, Azji i Europie. Kwitną wiosną, przed rozwojem liści u drzew. Po przekwitnięciu pozostają zielone do późnej jesieni. Uprawiane są zwykle w ogrodach zadrzewionych oraz w miejscach wilgotnych na ich skrajach. Mniejsze gatunki takie jak trójlist śnieżny, najlepiej udają się w cienistych ogrodach skalnych.
W uprawie spotyka się przede wszystkim trójlist białawy, o kwiatach białych, różowo nabiegłych, trójlist zwisły, o kwiatach białych lub różowawych, trójlist zielonopłatkowy, o kwiatach zielonych, białych, różowych lub brunatnych, trójlist klinowaty, o kwiatach czewonawobrązowych lub brunatnych, trójlist wyprostowany, o kwiatach zróżnicowanych, białych lub żółtych, niekiedy czerwono nabiegłych, trójlist wielkokwiatowy, o czysto białych kwiatach, przebarwiających się na różowo, najłatwiejszy w uprawie, będący gatunkiem matecznym licznych odmian uprawnych, trójlist żółty, uprawiany głównie z uwagi na efektowne, plamiste liście, trójlist Rugela i trójlist siedzący, o liściach ciemnozielonych, nakrapianych szaro lub brązowo.

## Uprawa
WymaganiaRośliny z tego rodzaju są odporne na przymrozki (strefy mrozoodporności przeważnie 6-9). Wymagają chłodnych i wilgotnych stanowisk, poza okresem wiosennym osłoniętych przed bezpośrednim promieniowaniem słonecznym. Najlepiej rosną w glebach wilgotnych i przepuszczalnych, próchnicznych i głębokich, o odczynie obojętnym lub kwaśnym. Niektóre gatunki (np. trójlist śnieżny) wymagają gleb piaszczystych i zasadowych.
RozmnażanieZ uwagi na wolny rozwój rozmnaża się je przeważnie przez podział kłącza po przekwitnieniu. Rozmnażanie z nasion jest kłopotliwe. Nasiona przechowywane na sucho tracą zdolność do kiełkowania. Dlatego zaleca się po oczyszczeniu nasion namoczyć je w 3% roztworze wody utlenionej przez 10 minut. Następnie należy je przechowywać w wilgoci i niskiej temperaturze (ok. 5 °C) przez 10 tygodni. Nasiona kiełkują dopiero drugiej wiosny po powstaniu. Aby skrócić rozwój roślin rozwijane są metody laboratoryjne kultur tkankowych in vitro.

## Obecność w kulturze i symbolice
Trójlist wielkokwiatowy jest oficjalnym kwiatem kanadyjskiej prowincji Ontario oraz stanu Ohio. Rośliny te są niezwykle popularne w północno-wschodnich Stanach Zjednoczonych. Ich imieniem nazywane są między innymi restauracje, hotele, przedsiębiorstwa i ośrodki wypoczynkowe.